# Cheilopogon doederleinii
Cheilopogon doederleinii är en fiskart som först beskrevs av Steindachner, 1887.  Cheilopogon doederleinii ingår i släktet Cheilopogon och familjen Exocoetidae. Inga underarter finns listade i Catalogue of Life.